# Ancien complexe hospitalier de la Croix-Rouge de Belgique
L'Ancien complexe hospitalier de la Croix-Rouge de Belgique est situé à Ixelles en Belgique et a été construit par l’architecte belge Jean-Baptiste Dewin en 1905 puis agrandi par lui-même, ainsi que par Louis Attout et Jacques Wybauw.
Le complexe hospitalier se divise en cinq parties. Les différents bâtiments sont de style Art nouveau, Art déco et moderniste.

## Historique des différents bâtiments du complexe
Le premier bâtiment, l’Institut chirurgical Berkendael, construit en 1905 par l’architecte Jean-Baptiste Dewin, est situé Place Georges Brugmann n°28 et 29. Il est de style Art nouveau. Celui-ci est réalisé pour Antoine Depage. Ce dernier s’est heurté aux modèles hospitaliers dominés par les congrégations religieuses qui n’avaient parfois aucune formation médicale, il a donc voulu proposer une alternative, composé d’infirmières laïques avec une vraie formation médicale,,,. Le bâtiment a été financé par la Croix-Rouge, dont Antoine Depage était président.
Le second bâtiment est l’Institut médico-chirurgical de la Croix-Rouge. Il se situe rue Joseph Stallaert n°1 à Ixelles, à côté de l’institut chirurgical Berkendael.  Il est construit en 1926 par le même architecte et est de style Art déco.
En 1949, le complexe s’agrandit avec l’annexion de l’Institut national du sang construit par Louis Attout, situé place Georges Brugmann n°28.
Les deux derniers bâtiments, situés rue Edmond Picard n°16-18 et Joseph Stallaert n°5, sont construits en 1964, sur une parcelle traversant l'îlot, par le bureau d'architecte Jacques Wybauw. Les bâtiments servaient de centre de transfusion sanguine et comprenaient des espaces pour la recherche, ainsi que la conservation du sang.
En 2008, les trois bâtiments les plus récents sont démolis par un entrepreneur pour construire des unités d’habitation, des bureaux et un parking afin de répondre aux besoins de la commune, malgré les protestations de ses habitants,,.

## Sauvegarde
En 2003, les ailes construites par Jean-Baptiste Dewin sont inscrites au registre du patrimoine immobilier protégé dans la Région de Bruxelles-Capitale,. Cette mesure concerne les façades sur la rue, les toitures ainsi que la structure intérieure.

## Architecture

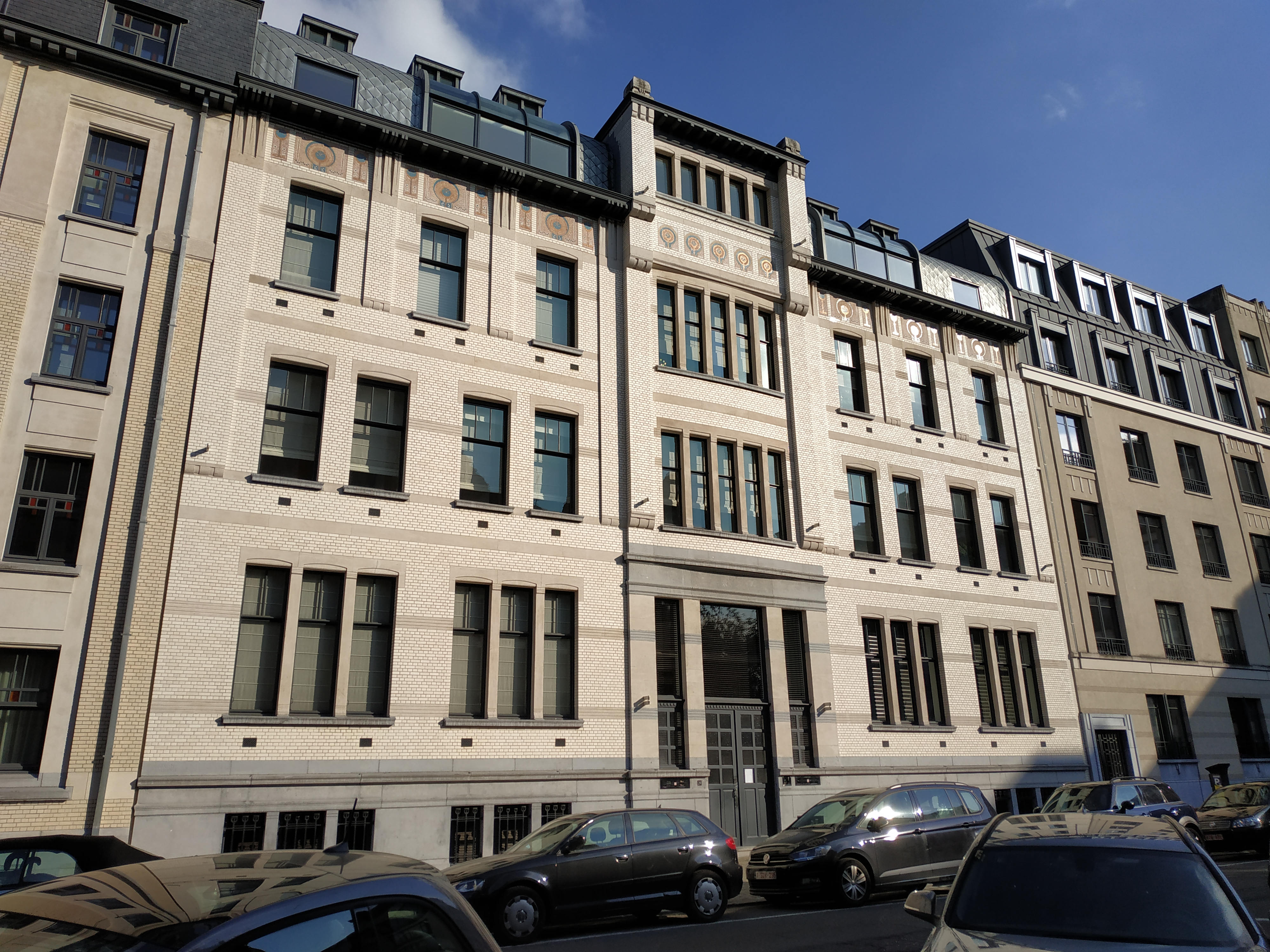
Façade de l'Institut chirurgical Berkendael

L’ancien Institut chirurgical Berkendael est composé d’une partie centrale, ainsi que de deux ailes symétriques de part et d'autre. Chaque aile contient deux fois trois baies jumelées au rez-de-chaussée et au premier étage, ainsi que de trois fenêtres séparées par des trumeaux à pilastre au deuxième étage. Les baies sont rectangulaires. Les entablements sont couverts de mosaïques de couleur orange. Le soubassement du bâtiment est en pierre bleue avec plusieurs fenêtres à barreaux, dont certaines sont à meneau. Le reste de la façade est en briques beiges avec plusieurs bandeaux de pierres bleues.
La partie centrale comprend une porte à double battant entourée de plusieurs baies, le tout surmonté d’un même entablement. Le premier étage est percé de cinq fenêtres jumelées séparées par des pilastres. Le deuxième étage est constitué de la même façon que le premier.  Au troisième étage, cinq petites fenêtres jumelées surmontent une frise en mosaïques.
La toiture des ailes est courbée et percée de plusieurs baies qui en épousent la courbe, tandis que des lucarnes rectangulaires sont disposées sur le dessus de la toiture. La toiture en zinc a été remplacée par du bitume.
L’ancien institut médico-chirurgical, de style art déco, ressemble beaucoup à l'Institut chirurgical Berkendael du fait qu’ils sont tous deux issus du même architecte. Le bâtiment se divise en quatre niveaux en briques de couleur crème, ainsi que deux niveaux de toiture en tuiles grises. Du côté Joseph Stallaert, on compte huit travées séparées par des pilastres, tandis qu’il n’y en a que cinq du côté de la place Georges Brugmann. Entre les deux, il y a trois travées qui les relient et forment l’angle du bâtiment. 

Du côté Joseph Stallaert, la façade est percée de nombreuses fenêtres : les cinq premières travées sont composées de cinq baies jumelées, ainsi qu'une fenêtre. La sixième et la dernière travée sont percées de trois baies jumelées aux étages, la septième travée comprend deux baies jumelées sous une croix taillée dans la pierre et entourée de motifs floraux. En toiture, les cinq premières travées comprennent deux fois trois baies jumelées.

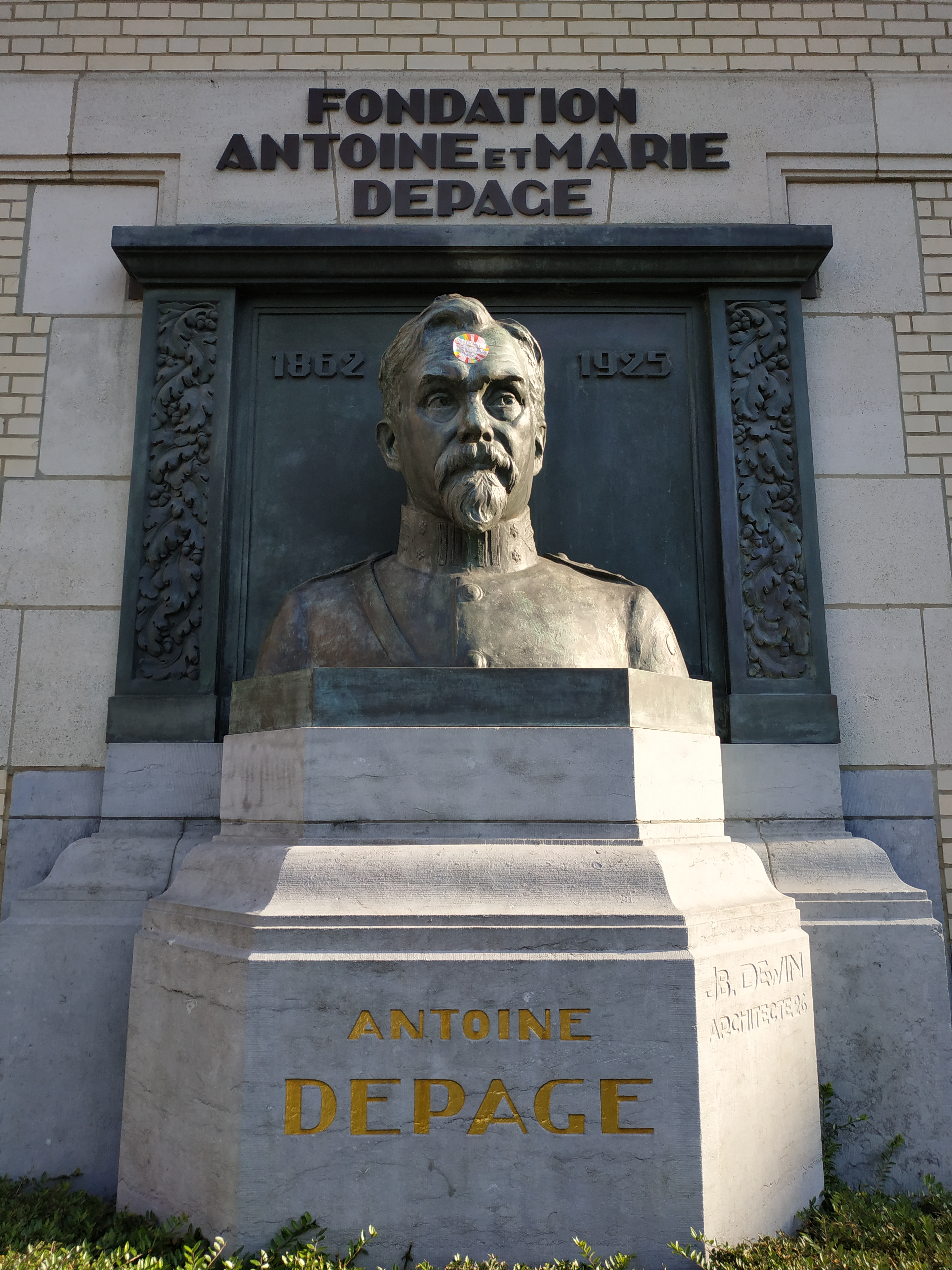
Buste d'Antoine Depage Place Georges Brugmann, Bruxelles

L’angle du bâtiment se divise en trois travées et accueille en son centre un monument commémoratif, représentant le buste d’Antoine Depage, encerclé d’arbustes et de grilles métalliques. Le buste est en bronze, déposé sur un socle en pierre. Plusieurs annotations y figurent : la signature du sculpteur Godefroid Devreese, celle de la Fonderie nationale de bronze, les inscriptions « Fondation / Antoine et Marie Depage » au-dessus du monument, les dates de naissance (1862) et de mort (1925) d’Antoine Depage à l’arrière, l’inscription « Antoine Depage » sur le socle et enfin le nom de l’architecte « JB. Dewin / architecte 26 » également sur le socle.
Du côté de la place Georges Brugmann, les deux premières travées sont jumelées. Les cinq travées sont composées de baies rectangulaires. En toiture, les baies des deux premières travées sont jumelées. La quatrième travée est composée de deux baies jumelées. Les autres travées comprennent des simples baies.
Le soubassement de l’ensemble est en pierre bleue et est percé de plusieurs fenêtres à barreaux. 
L’ancien institut national du sang est en briques rouges. Le bâtiment est symétrique avec deux ailes de trois étages et une structure en béton dans l’angle. Les deux ailes comprennent quatre travées séparées par des pilastres. Au rez-de-chaussée, la façade est percée de quatre baies à barreaux, dont la plus proche de l’angle est à meneau. Aux étages, on retrouve les mêmes baies, mais sans barreaux.
La partie centrale, qui relie les deux ailes, est légèrement surélevée par rapport aux ailes. Celle-ci comprend deux colonnes sur toute la hauteur avec au centre la porte d’entrée et une croix en vitraux rouge